# Pengadegan (Pancoran)
Pengadegan is een plaats (wijk) - (kelurahan) in het bestuurlijke gebied Pancoran, Jakarta Selatan (Zuid-Jakarta) in de provincie Jakarta, Indonesië. De plaats telt 22.980 inwoners (volkstelling 2010).